# Giro d'Italia 2019
Giro d'Italia 2019 var den 102. udgave af cykelløbet Giro d'Italia. Det blev afholdt i perioden 11. maj til 2. juni 2019. Løbet startede i Bologna med en 8,2 km enkeltstart.
Løbets 21 etaper gik over i alt 3.486,5 km og indeholdt tre enkeltstarter.
Den samlede vinder af løbet blev ecuadorianske Richard Carapaz fra Movistar Team.

## Hold og ryttere
| UCI WorldTeams (18)- AG2R La Mondiale - Astana - Bahrain-Merida - Bora-hansgrohe - CCC Team - Dimension Data - EF Education First - Groupama-FDJ - Team Jumbo-Visma - Lotto Soudal - Mitchelton-Scott - Movistar Team - Deceuninck-Quick Step - Katusha-Alpecin - Ineos - Team Sunweb - Trek-Segafredo - UAE Team Emirates UCI Professionelle kontinentalthold (4)- Androni Giocattoli-Sidermec - Bardiani CSF - Israel Cycling Academy - Nippo Vini Fantini Faizanè |
| |

### Danske ryttere
- Matti Breschel kørte for EF Education First Pro Cycling
- Christopher Juul-Jensen kørte for Mitchelton-Scott
- Mikkel Frølich Honoré kørte for Deceuninck-Quick Step

## Etaperne
| Etape     | Dato    | Start – Mål                                   | type              | Afstand (km) | Etapevinder      | Førende rytter  |
| --------- | ------- | --------------------------------------------- | ----------------- | ------------ | ---------------- | --------------- |
| 1. etape  | 11. maj | Bologna – Santuario della Madonna di San Luca | enkeltstart       | 8            | Primož Roglič    | Primož Roglič   |
| 2. etape  | 12. maj | Bologna – Fucecchio                           | kuperet etape     | 205          | Pascal Ackermann | Primož Roglič   |
| 3. etape  | 13. maj | Vinci – Orbetello                             | flad etape        | 220          | Fernando Gaviria | Primož Roglič   |
| 4. etape  | 14. maj | Orbetello – Frascati                          | flad etape        | 235          | Richard Carapaz  | Primož Roglič   |
| 5. etape  | 15. maj | Frascati – Terracina                          | flad etape        | 140          | Pascal Ackermann | Primož Roglič   |
| 6. etape  | 16. maj | Cassino – San Giovanni Rotondo                | kuperet etape     | 238          | Fausto Masnada   | Valerio Conti   |
| 7. etape  | 17. maj | Vasto – L'Aquila                              | kuperet etape     | 185          | Pello Bilbao     | Valerio Conti   |
| 8. etape  | 18. maj | Tortoreto – Pesaro                            | kuperet etape     | 239          | Caleb Ewan       | Valerio Conti   |
| 9. etape  | 19. maj | Riccione – San Marino                         | enkeltstart       | 34,8         | Primož Roglič    | Valerio Conti   |
|           | 20. maj | Hviledag                                      | Hviledag          |              |                  |                 |
| 10. etape | 21. maj | Ravenna – Modena                              | flad etape        | 145          | Arnaud Démare    | Valerio Conti   |
| 11. etape | 22. maj | Carpi – Novi Ligure                           | flad etape        | 221          | Caleb Ewan       | Valerio Conti   |
| 12. etape | 23. maj | Cuneo – Pinerolo                              | middel bjergetape | 158          | Cesare Benedetti | Jan Polanc      |
| 13. etape | 24. maj | Pinerolo – Ceresole Reale                     | bjergetape        | 196          | Ilnur Sakarin    | Jan Polanc      |
| 14. etape | 25. maj | Saint-Vincent – Courmayeur                    | bjergetape        | 131          | Richard Carapaz  | Richard Carapaz |
| 15. etape | 26. maj | Ivrea – Como                                  | middel bjergetape | 232          | Dario Cataldo    | Richard Carapaz |
|           | 27. maj | Hviledag                                      | Hviledag          |              |                  |                 |
| 16. etape | 28. maj | Lovere – Ponte di Legno                       | bjergetape        | 194          | Giulio Ciccone   | Richard Carapaz |
| 17. etape | 29. maj | Commezzadura – Rasen-Antholz                  | middel bjergetape | 181          | Nans Peters      | Richard Carapaz |
| 18. etape | 30. maj | Valdaora – Santa Maria di Sala                | flad etape        | 222          | Damiano Cima     | Richard Carapaz |
| 19. etape | 31. maj | Treviso – San Martino di Castrozza            | middel bjergetape | 151          | Esteban Chaves   | Richard Carapaz |
| 20. etape | 1. jun. | Feltre – Passo Croce d'Aune                   | bjergetape        | 194          | Pello Bilbao     | Richard Carapaz |
| 21. etape | 2. jun. | Verona – Verona                               | enkeltstart       | 17           | Chad Haga        | Richard Carapaz |

## Trøjernes fordeling gennem løbet
| Etape     |                   | Vinder _         | Samlede stilling | Pointtrøje       | Bjergtrøje         | Ungdomstrøje       | Mest angrebsivrige _ | Holdkonkurrence _           |
| --------- | ----------------- | ---------------- | ---------------- | ---------------- | ------------------ | ------------------ | -------------------- | --------------------------- |
| 1. etape  | enkeltstart       | Primož Roglič    | Primož Roglič    | Primož Roglič    | Giulio Ciccone     | Miguel Ángel López | Primož Roglič        | Team Jumbo-Visma            |
| 2. etape  | kuperet etape     | Pascal Ackermann | Primož Roglič    | Pascal Ackermann | Giulio Ciccone     | Miguel Ángel López | Damiano Cima         | Team Jumbo-Visma            |
| 3. etape  | flad etape        | Fernando Gaviria | Primož Roglič    | Fernando Gaviria | Giulio Ciccone     | Miguel Ángel López | Arnaud Démare        | Team Jumbo-Visma            |
| 4. etape  | flad etape        | Richard Carapaz  | Primož Roglič    | Pascal Ackermann | Giulio Ciccone     | Miguel Ángel López | Damiano Cima         | Bora-hansgrohe              |
| 5. etape  | flad etape        | Pascal Ackermann | Primož Roglič    | Pascal Ackermann | Giulio Ciccone     | Miguel Ángel López | Pascal Ackermann     | Bora-hansgrohe              |
| 6. etape  | kuperet etape     | Fausto Masnada   | Valerio Conti    | Pascal Ackermann | Giulio Ciccone     | Giovanni Carboni   | Pascal Ackermann     | Movistar Team               |
| 7. etape  | kuperet etape     | Pello Bilbao     | Valerio Conti    | Pascal Ackermann | Giulio Ciccone     | Giovanni Carboni   | Pascal Ackermann     | Movistar Team               |
| 8. etape  | kuperet etape     | Caleb Ewan       | Valerio Conti    | Pascal Ackermann | Giulio Ciccone     | Giovanni Carboni   | Pascal Ackermann     | Movistar Team               |
| 9. etape  | enkeltstart       | Primož Roglič    | Valerio Conti    | Pascal Ackermann | Giulio Ciccone     | Nans Peters        | Pascal Ackermann     | Movistar Team               |
| 10. etape | flad etape        | Arnaud Démare    | Valerio Conti    | Pascal Ackermann | Giulio Ciccone     | Nans Peters        | Arnaud Démare        | Movistar Team               |
| 11. etape | flad etape        | Caleb Ewan       | Valerio Conti    | Arnaud Démare    | Giulio Ciccone     | Nans Peters        | Arnaud Démare        | Movistar Team               |
| 12. etape | middel bjergetape | Cesare Benedetti | Jan Polanc       | Arnaud Démare    | Gianluca Brambilla | Hugh Carthy        | Arnaud Démare        | Androni Giocattoli-Sidermec |
| 13. etape | bjergetape        | Ilnur Sakarin    | Jan Polanc       | Arnaud Démare    | Giulio Ciccone     | Pavel Sivakov      | Arnaud Démare        | Movistar Team               |
| 14. etape | bjergetape        | Richard Carapaz  | Richard Carapaz  | Arnaud Démare    | Giulio Ciccone     | Pavel Sivakov      | Arnaud Démare        | Movistar Team               |
| 15. etape | middel bjergetape | Dario Cataldo    | Richard Carapaz  | Arnaud Démare    | Giulio Ciccone     | Pavel Sivakov      | Arnaud Démare        | Movistar Team               |
| 16. etape | bjergetape        | Giulio Ciccone   | Richard Carapaz  | Arnaud Démare    | Giulio Ciccone     | Miguel Ángel López | Fausto Masnada       | Movistar Team               |
| 17. etape | middel bjergetape | Nans Peters      | Richard Carapaz  | Arnaud Démare    | Giulio Ciccone     | Miguel Ángel López | Fausto Masnada       | Movistar Team               |
| 18. etape | flad etape        | Damiano Cima     | Richard Carapaz  | Pascal Ackermann | Giulio Ciccone     | Miguel Ángel López | Fausto Masnada       | Movistar Team               |
| 19. etape | middel bjergetape | Esteban Chaves   | Richard Carapaz  | Pascal Ackermann | Giulio Ciccone     | Miguel Ángel López | Fausto Masnada       | Movistar Team               |
| 20. etape | bjergetape        | Pello Bilbao     | Richard Carapaz  | Pascal Ackermann | Giulio Ciccone     | Miguel Ángel López | Fausto Masnada       | Movistar Team               |
| 21. etape | enkeltstart       | Chad Haga        | Richard Carapaz  | Pascal Ackermann | Giulio Ciccone     | Miguel Ángel López | Fausto Masnada       | Movistar Team               |
| Samlet    | Samlet            |                  | Richard Carapaz  | Pascal Ackermann | Giulio Ciccone     | Miguel Ángel López | Fausto Masnada       | Movistar Team               |

## Resultater
| \| Samlede stilling \| Samlede stilling \| Samlede stilling \| Samlede stilling \| Samlede stilling \| \| Rytter \| Rytter \| Hold \| Tid \| \| \| ---------------- \| ------------------ \| --------------------------- \| ---------------- \| ---------------- \| \| 1. \| Richard Carapaz \| Movistar Team \| 90t 01' 47" \| \| \| 2. \| Vincenzo Nibali \| Bahrain-Merida \| + 1' 05" \| \| \| 3. \| Primož Roglič \| Team Jumbo-Visma \| + 2' 30" \| \| \| 4. \| Mikel Landa \| Movistar Team \| + 2' 38" \| \| \| 5. \| Bauke Mollema \| Trek-Segafredo \| + 5' 43" \| \| \| 6. \| Rafał Majka \| Bora-Hansgrohe \| + 6' 56" \| \| \| 7. \| Miguel Ángel López \| Astana \| + 7' 26" \| \| \| 8. \| Simon Yates \| Mitchelton-Scott \| + 7' 49" \| \| \| 9. \| Pavel Sivakov \| Team Ineos \| + 8' 56" \| \| \| 10. \| Ilnur Sakarin \| Katusha-Alpecin \| + 12' 14" \| \| \| 11. \| Hugh Carthy \| EF Education First \| + 16' 36" \| \| \| 12. \| Joe Dombrowski \| EF Education First \| + 20' 12" \| \| \| 13. \| Valentin Madouas \| Groupama-FDJ \| + 21' 59" \| \| \| 14. \| Davide Formolo \| Bora-Hansgrohe \| + 22' 38" \| \| \| 15. \| Jan Polanc \| UAE Team Emirates \| + 22' 38" \| \| \| 16. \| Giulio Ciccone \| Trek-Segafredo \| + 27' 19" \| \| \| 17. \| Mikel Nieve \| Mitchelton-Scott \| + 27' 46" \| \| \| 18. \| Tanel Kangert \| EF Education First \| + 30' 11" \| \| \| 19. \| Domenico Pozzovivo \| Bahrain-Merida \| + 33' 40" \| \| \| 20. \| Fausto Masnada \| Androni Giocattoli-Sidermec \| + 34' 52" \| \| |                    |                             |             |
| |                    |                             |             |
| Kilde: ProCyclingStats |                    |                             |             |
| Samlede stilling |                    |                             |             |
| Rytter | Rytter             | Hold                        | Tid         |
| 1. | Richard Carapaz    | Movistar Team               | 90t 01' 47" |
| 2. | Vincenzo Nibali    | Bahrain-Merida              | + 1' 05"    |
| 3. | Primož Roglič      | Team Jumbo-Visma            | + 2' 30"    |
| 4. | Mikel Landa        | Movistar Team               | + 2' 38"    |
| 5. | Bauke Mollema      | Trek-Segafredo              | + 5' 43"    |
| 6. | Rafał Majka        | Bora-Hansgrohe              | + 6' 56"    |
| 7. | Miguel Ángel López | Astana                      | + 7' 26"    |
| 8. | Simon Yates        | Mitchelton-Scott            | + 7' 49"    |
| 9. | Pavel Sivakov      | Team Ineos                  | + 8' 56"    |
| 10. | Ilnur Sakarin      | Katusha-Alpecin             | + 12' 14"   |
| 11. | Hugh Carthy        | EF Education First          | + 16' 36"   |
| 12. | Joe Dombrowski     | EF Education First          | + 20' 12"   |
| 13. | Valentin Madouas   | Groupama-FDJ                | + 21' 59"   |
| 14. | Davide Formolo     | Bora-Hansgrohe              | + 22' 38"   |
| 15. | Jan Polanc         | UAE Team Emirates           | + 22' 38"   |
| 16. | Giulio Ciccone     | Trek-Segafredo              | + 27' 19"   |
| 17. | Mikel Nieve        | Mitchelton-Scott            | + 27' 46"   |
| 18. | Tanel Kangert      | EF Education First          | + 30' 11"   |
| 19. | Domenico Pozzovivo | Bahrain-Merida              | + 33' 40"   |
| 20. | Fausto Masnada     | Androni Giocattoli-Sidermec | + 34' 52"   |

| Samlede stilling | Samlede stilling   | Samlede stilling            | Samlede stilling | Samlede stilling |
| Rytter           | Rytter             | Hold                        | Tid              |                  |
| ---------------- | ------------------ | --------------------------- | ---------------- | ---------------- |
| 1.               | Richard Carapaz    | Movistar Team               | 90t 01' 47"      |                  |
| 2.               | Vincenzo Nibali    | Bahrain-Merida              | + 1' 05"         |                  |
| 3.               | Primož Roglič      | Team Jumbo-Visma            | + 2' 30"         |                  |
| 4.               | Mikel Landa        | Movistar Team               | + 2' 38"         |                  |
| 5.               | Bauke Mollema      | Trek-Segafredo              | + 5' 43"         |                  |
| 6.               | Rafał Majka        | Bora-Hansgrohe              | + 6' 56"         |                  |
| 7.               | Miguel Ángel López | Astana                      | + 7' 26"         |                  |
| 8.               | Simon Yates        | Mitchelton-Scott            | + 7' 49"         |                  |
| 9.               | Pavel Sivakov      | Team Ineos                  | + 8' 56"         |                  |
| 10.              | Ilnur Sakarin      | Katusha-Alpecin             | + 12' 14"        |                  |
| 11.              | Hugh Carthy        | EF Education First          | + 16' 36"        |                  |
| 12.              | Joe Dombrowski     | EF Education First          | + 20' 12"        |                  |
| 13.              | Valentin Madouas   | Groupama-FDJ                | + 21' 59"        |                  |
| 14.              | Davide Formolo     | Bora-Hansgrohe              | + 22' 38"        |                  |
| 15.              | Jan Polanc         | UAE Team Emirates           | + 22' 38"        |                  |
| 16.              | Giulio Ciccone     | Trek-Segafredo              | + 27' 19"        |                  |
| 17.              | Mikel Nieve        | Mitchelton-Scott            | + 27' 46"        |                  |
| 18.              | Tanel Kangert      | EF Education First          | + 30' 11"        |                  |
| 19.              | Domenico Pozzovivo | Bahrain-Merida              | + 33' 40"        |                  |
| 20.              | Fausto Masnada     | Androni Giocattoli-Sidermec | + 34' 52"        |                  |

| Pointkonkurrence | Pointkonkurrence | Pointkonkurrence            | Pointkonkurrence | Pointkonkurrence |
| Rytter           | Rytter           | Hold                        | Point            |                  |
| ---------------- | ---------------- | --------------------------- | ---------------- | ---------------- |
| 1.               | Pascal Ackermann | Bora-Hansgrohe              | 226 point        |                  |
| 2.               | Arnaud Démare    | Groupama-FDJ                | 213 point        |                  |
| 3.               | Damiano Cima     | Nippo-Vini Fantini-Faizanè  | 104 point        |                  |
| 4.               | Fausto Masnada   | Androni Giocattoli-Sidermec | 93 point         |                  |
| 5.               | Richard Carapaz  | Movistar Team               | 90 point         |                  |
| 6.               | Davide Cimolai   | Israel Cycling Academy      | 60 point         |                  |
| 7.               | Mirco Maestri    | Bardiani CSF                | 54 point         |                  |
| 8.               | Vincenzo Nibali  | Bahrain-Merida              | 51 point         |                  |
| 9.               | Primož Roglič    | Team Jumbo-Visma            | 50 point         |                  |
| 10.              | Pello Bilbao     | Astana                      | 48 point         |                  |

| Pointkonkurrence | Pointkonkurrence | Pointkonkurrence            | Pointkonkurrence | Pointkonkurrence |
| Rytter           | Rytter           | Hold                        | Point            |                  |
| ---------------- | ---------------- | --------------------------- | ---------------- | ---------------- |
| 1.               | Pascal Ackermann | Bora-Hansgrohe              | 226 point        |                  |
| 2.               | Arnaud Démare    | Groupama-FDJ                | 213 point        |                  |
| 3.               | Damiano Cima     | Nippo-Vini Fantini-Faizanè  | 104 point        |                  |
| 4.               | Fausto Masnada   | Androni Giocattoli-Sidermec | 93 point         |                  |
| 5.               | Richard Carapaz  | Movistar Team               | 90 point         |                  |
| 6.               | Davide Cimolai   | Israel Cycling Academy      | 60 point         |                  |
| 7.               | Mirco Maestri    | Bardiani CSF                | 54 point         |                  |
| 8.               | Vincenzo Nibali  | Bahrain-Merida              | 51 point         |                  |
| 9.               | Primož Roglič    | Team Jumbo-Visma            | 50 point         |                  |
| 10.              | Pello Bilbao     | Astana                      | 48 point         |                  |

| Bjergkonkurrence | Bjergkonkurrence   | Bjergkonkurrence            | Bjergkonkurrence | Bjergkonkurrence |
| Rytter           | Rytter             | Hold                        | Point            |                  |
| ---------------- | ------------------ | --------------------------- | ---------------- | ---------------- |
| 1.               | Giulio Ciccone     | Trek-Segafredo              | 267 point        |                  |
| 2.               | Fausto Masnada     | Androni Giocattoli-Sidermec | 115 point        |                  |
| 3.               | Damiano Caruso     | Bahrain-Merida              | 86 point         |                  |
| 4.               | Richard Carapaz    | Movistar Team               | 75 point         |                  |
| 5.               | Mikel Nieve        | Mitchelton-Scott            | 68 point         |                  |
| 6.               | Ilnur Sakarin      | Katusha-Alpecin             | 54 point         |                  |
| 7.               | Mattia Cattaneo    | Androni Giocattoli-Sidermec | 53 point         |                  |
| 8.               | Pello Bilbao       | Astana                      | 46 point         |                  |
| 9.               | Mikel Landa        | Movistar Team               | 42 point         |                  |
| 10.              | Gianluca Brambilla | Trek-Segafredo              | 40 point         |                  |

| Bjergkonkurrence | Bjergkonkurrence   | Bjergkonkurrence            | Bjergkonkurrence | Bjergkonkurrence |
| Rytter           | Rytter             | Hold                        | Point            |                  |
| ---------------- | ------------------ | --------------------------- | ---------------- | ---------------- |
| 1.               | Giulio Ciccone     | Trek-Segafredo              | 267 point        |                  |
| 2.               | Fausto Masnada     | Androni Giocattoli-Sidermec | 115 point        |                  |
| 3.               | Damiano Caruso     | Bahrain-Merida              | 86 point         |                  |
| 4.               | Richard Carapaz    | Movistar Team               | 75 point         |                  |
| 5.               | Mikel Nieve        | Mitchelton-Scott            | 68 point         |                  |
| 6.               | Ilnur Sakarin      | Katusha-Alpecin             | 54 point         |                  |
| 7.               | Mattia Cattaneo    | Androni Giocattoli-Sidermec | 53 point         |                  |
| 8.               | Pello Bilbao       | Astana                      | 46 point         |                  |
| 9.               | Mikel Landa        | Movistar Team               | 42 point         |                  |
| 10.              | Gianluca Brambilla | Trek-Segafredo              | 40 point         |                  |

| Ungdomskonkurrence | Ungdomskonkurrence | Ungdomskonkurrence | Ungdomskonkurrence | Ungdomskonkurrence |
| Rytter             | Rytter             | Hold               | Tid                |                    |
| ------------------ | ------------------ | ------------------ | ------------------ | ------------------ |
| 1.                 | Miguel Ángel López | Astana             | 90t 09' 13"        |                    |
| 2.                 | Pavel Sivakov      | Team Ineos         | + 1' 30"           |                    |
| 3.                 | Hugh Carthy        | EF Education First | + 9' 10"           |                    |
| 4.                 | Valentin Madouas   | Groupama-FDJ       | + 14' 33"          |                    |
| 5.                 | Giulio Ciccone     | Trek-Segafredo     | + 19' 53"          |                    |
| 6.                 | Eddie Dunbar       | Team Ineos         | + 35' 00"          |                    |
| 7.                 | Lucas Hamilton     | Mitchelton-Scott   | + 57' 05"          |                    |
| 8.                 | Ben O'Connor       | Dimension Data     | + 1t 10' 23"       |                    |
| 9.                 | Chris Hamilton     | Team Sunweb        | + 1t 16' 36"       |                    |
| 10.                | Jai Hindley        | Team Sunweb        | + 1t 20' 43"       |                    |

| Ungdomskonkurrence | Ungdomskonkurrence | Ungdomskonkurrence | Ungdomskonkurrence | Ungdomskonkurrence |
| Rytter             | Rytter             | Hold               | Tid                |                    |
| ------------------ | ------------------ | ------------------ | ------------------ | ------------------ |
| 1.                 | Miguel Ángel López | Astana             | 90t 09' 13"        |                    |
| 2.                 | Pavel Sivakov      | Team Ineos         | + 1' 30"           |                    |
| 3.                 | Hugh Carthy        | EF Education First | + 9' 10"           |                    |
| 4.                 | Valentin Madouas   | Groupama-FDJ       | + 14' 33"          |                    |
| 5.                 | Giulio Ciccone     | Trek-Segafredo     | + 19' 53"          |                    |
| 6.                 | Eddie Dunbar       | Team Ineos         | + 35' 00"          |                    |
| 7.                 | Lucas Hamilton     | Mitchelton-Scott   | + 57' 05"          |                    |
| 8.                 | Ben O'Connor       | Dimension Data     | + 1t 10' 23"       |                    |
| 9.                 | Chris Hamilton     | Team Sunweb        | + 1t 16' 36"       |                    |
| 10.                | Jai Hindley        | Team Sunweb        | + 1t 20' 43"       |                    |

### Holdkonkurrencen
| Holdkonkurrence | Holdkonkurrence             | Holdkonkurrence | Holdkonkurrence |
| Hold            | Hold                        | Tid             |                 |
| --------------- | --------------------------- | --------------- | --------------- |
| 1.              | Movistar Team               | 270t 44' 14"    |                 |
| 2.              | Astana                      | + 17' 36"       |                 |
| 3.              | Bahrain-Merida              | + 18' 31"       |                 |
| 4.              | EF Education First          | + 25' 35"       |                 |
| 5.              | Mitchelton-Scott            | + 30' 56"       |                 |
| 6.              | Ineos                       | + 37' 36"       |                 |
| 7.              | Trek-Segafredo              | + 1t 11' 03"    |                 |
| 8.              | Bora-hansgrohe              | + 1t 37' 39"    |                 |
| 9.              | Androni Giocattoli-Sidermec | + 1t 37' 39"    |                 |
| 10.             | Team Jumbo-Visma            | + 2t 07' 26"    |                 |

## Startliste
| Movistar Team MOV | Movistar Team MOV        | Movistar Team MOV |
| ----------------- | ------------------------ | ----------------- |
| Nr.               | Rytter                   | Placering         |
| 1                 | Mikel Landa (ESP)        | 4.                |
| 2                 | Andrey Amador (CRC)      | 39.               |
| 3                 | Richard Carapaz (ECU)    | 1.                |
| 4                 | Héctor Carretero (ESP)   | 88.               |
| 5                 | Lluís Mas (ESP)          | 126.              |
| 6                 | Antonio Pedrero (ESP)    | 46.               |
| 7                 | José Joaquín Rojas (ESP) | 50.               |
| 8                 | Jasha Sütterlin (GER)    | 120.              |

| AG2R La Mondiale ALM | AG2R La Mondiale ALM    | AG2R La Mondiale ALM |
| -------------------- | ----------------------- | -------------------- |
| Nr.                  | Rytter                  | Placering            |
| 11                   | Tony Gallopin (FRA)     | DNF-16               |
| 12                   | François Bidard (FRA)   | 30.                  |
| 13                   | Nico Denz (GER)         | 124.                 |
| 14                   | Hubert Dupont (FRA)     | 47.                  |
| 15                   | Ben Gastauer (LUX)      | 79.                  |
| 16                   | Nans Peters (FRA)       | 61.                  |
| 17                   | Larry Warbasse (USA)    | 52.                  |
| 18                   | Alexis Vuillermoz (FRA) | 29.                  |

| Androni Giocattoli-Sidermec ANS | Androni Giocattoli-Sidermec ANS | Androni Giocattoli-Sidermec ANS |
| ------------------------------- | ------------------------------- | ------------------------------- |
| Nr.                             | Rytter                          | Placering                       |
| 21                              | Francesco Gavazzi (ITA)         | 58.                             |
| 22                              | Manuel Belletti (ITA)           | 109.                            |
| 23                              | Mattia Cattaneo (ITA)           | 28.                             |
| 24                              | Miguel Flórez López (COL)       | 72.                             |
| 25                              | Marco Frapporti (ITA)           | 81.                             |
| 26                              | Fausto Masnada (ITA)            | 20.                             |
| 27                              | Matteo Montaguti (ITA)          | 53.                             |
| 28                              | Andrea Vendrame (ITA)           | 55.                             |

| Astana AST | Astana AST               | Astana AST |
| ---------- | ------------------------ | ---------- |
| Nr.        | Rytter                   | Placering  |
| 31         | Miguel Ángel López (COL) | 7.         |
| 32         | Pello Bilbao (ESP)       | 31.        |
| 33         | Manuele Boaro (ITA)      | 90.        |
| 34         | Dario Cataldo (ITA)      | 48.        |
| 35         | Jan Hirt (CZE)           | 27.        |
| 36         | Jon Izagirre (ESP)       | 36.        |
| 37         | Davide Villella (ITA)    | 60.        |
| 38         | Andrej Zejts (KAZ)       | 26.        |

| Bahrain-Merida TBM | Bahrain-Merida TBM       | Bahrain-Merida TBM |
| ------------------ | ------------------------ | ------------------ |
| Nr.                | Rytter                   | Placering          |
| 41                 | Vincenzo Nibali (ITA)    | 2.                 |
| 42                 | Valerio Agnoli (ITA)     | 93.                |
| 43                 | Grega Bole (SLO)         | 110.               |
| 44                 | Damiano Caruso (ITA)     | 23.                |
| 45                 | Andrea Garosio (ITA)     | 98.                |
| 46                 | Kristjan Koren (SLO)     | DNS-5              |
| 47                 | Antonio Nibali (ITA)     | 76.                |
| 48                 | Domenico Pozzovivo (ITA) | 19.                |

| Bardiani CSF BRD | Bardiani CSF BRD       | Bardiani CSF BRD |
| ---------------- | ---------------------- | ---------------- |
| Nr.              | Rytter                 | Placering        |
| 51               | Enrico Barbin (ITA)    | DNF-14           |
| 52               | Giovanni Carboni (ITA) | 57.              |
| 53               | Luca Covili (ITA)      | 84.              |
| 54               | Mirco Maestri (ITA)    | 103.             |
| 55               | Umberto Orsini (ITA)   | DNS-9            |
| 56               | Lorenzo Rota (ITA)     | 85.              |
| 57               | Manuel Senni (ITA)     | 59.              |
| 58               | Paolo Simion (ITA)     | 140.             |

| Bora-Hansgrohe BOH | Bora-Hansgrohe BOH                | Bora-Hansgrohe BOH |
| ------------------ | --------------------------------- | ------------------ |
| Nr.                | Rytter                            | Placering          |
| 61                 | Rafał Majka (POL)                 | 6.                 |
| 62                 | Pascal Ackermann (GER) (landevej) | 122.               |
| 63                 | Cesare Benedetti (ITA)            | 74.                |
| 64                 | Davide Formolo (ITA)              | 14.                |
| 65                 | Jay McCarthy (AUS)                | 62.                |
| 66                 | Paweł Poljański (POL)             | 89.                |
| 67                 | Michael Schwarzmann (GER)         | 114.               |
| 68                 | Rüdiger Selig (GER)               | 127.               |

| CCC Team CCC | CCC Team CCC             | CCC Team CCC |
| ------------ | ------------------------ | ------------ |
| Nr.          | Rytter                   | Placering    |
| 71           | Amaro Antunes (POR)      | 54.          |
| 72           | Josef Černý (CZE)        | 115.         |
| 73           | Víctor de la Parte (ESP) | 21.          |
| 74           | Kamil Gradek (POL)       | 129.         |
| 75           | Jakub Mareczko (ITA)     | HD-12        |
| 76           | Łukasz Owsian (POL)      | 73.          |
| 77           | Laurens ten Dam (NED)    | DNF-6        |
| 78           | Francisco Ventoso (ESP)  | 87.          |

| Deceuninck-Quick Step DQT | Deceuninck-Quick Step DQT     | Deceuninck-Quick Step DQT |
| ------------------------- | ----------------------------- | ------------------------- |
| Nr.                       | Rytter                        | Placering                 |
| 81                        | Elia Viviani (ITA) (landevej) | DNS-12                    |
| 82                        | Eros Capecchi (ITA)           | 37.                       |
| 83                        | Mikkel Honoré (DEN)           | 101.                      |
| 84                        | Bob Jungels (LUX) (landevej)  | 33.                       |
| 85                        | James Knox (GBR)              | DNS-13                    |
| 86                        | Fabio Sabatini (ITA)          | 92.                       |
| 87                        | Florian Sénéchal (FRA)        | DNF-20                    |
| 88                        | Pieter Serry (BEL)            | 38.                       |

| EF Education First EF1 | EF Education First EF1 | EF Education First EF1 |
| ---------------------- | ---------------------- | ---------------------- |
| Nr.                    | Rytter                 | Placering              |
| 91                     | Sacha Modolo (ITA)     | DNF-7                  |
| 92                     | Sean Bennett (USA)     | 106.                   |
| 93                     | Matti Breschel (DEN)   | DNF-4                  |
| 94                     | Nathan Brown (USA)     | 67.                    |
| 95                     | Jonathan Caicedo (ECU) | 108.                   |
| 96                     | Hugh Carthy (GBR)      | 11.                    |
| 97                     | Joe Dombrowski (USA)   | 12.                    |
| 98                     | Tanel Kangert (EST)    | 18.                    |

| Groupama-FDJ GFC | Groupama-FDJ GFC          | Groupama-FDJ GFC |
| ---------------- | ------------------------- | ---------------- |
| Nr.              | Rytter                    | Placering        |
| 101              | Arnaud Démare (FRA)       | 123.             |
| 102              | Jacopo Guarnieri (ITA)    | 132.             |
| 103              | Ignatas Konovalovas (LTU) | DNF-13           |
| 104              | Olivier Le Gac (FRA)      | 112.             |
| 105              | Tobias Ludvigsson (SWE)   | 82.              |
| 106              | Valentin Madouas (FRA)    | 13.              |
| 107              | Miles Scotson (AUS)       | 138.             |
| 109              | Ramon Sinkeldam (NED)     | 133.             |

| Israel Cycling Academy ICA | Israel Cycling Academy ICA | Israel Cycling Academy ICA |
| -------------------------- | -------------------------- | -------------------------- |
| Nr.                        | Rytter                     | Placering                  |
| 111                        | Davide Cimolai (ITA)       | 130.                       |
| 112                        | Awet Ghebremedhn (ERI)     | 128.                       |
| 113                        | Guillaume Boivin (CAN)     | 125.                       |
| 114                        | Conor Dunne (IRL)          | 135.                       |
| 115                        | Krists Neilands (LAT)      | 100.                       |
| 116                        | Rubén Plaza (ESP)          | 71.                        |
| 117                        | Guy Niv (ISR)              | 113.                       |
| 118                        | Kristian Sbaragli (ITA)    | 77.                        |

| Lotto-Soudal LTS | Lotto-Soudal LTS         | Lotto-Soudal LTS |
| ---------------- | ------------------------ | ---------------- |
| Nr.              | Rytter                   | Placering        |
| 121              | Caleb Ewan (AUS)         | DNS-12           |
| 122              | Victor Campenaerts (BEL) | 111.             |
| 123              | Jasper De Buyst (BEL)    | DNF-15           |
| 124              | Thomas De Gendt (BEL)    | 51.              |
| 125              | Adam Hansen (AUS)        | 68.              |
| 126              | Roger Kluge (GER)        | DNS-13           |
| 127              | Jelle Vanendert (BEL)    | DNF-5            |
| 128              | Tosh Van der Sande (BEL) | 64.              |

| Mitchelton-Scott MTS | Mitchelton-Scott MTS          | Mitchelton-Scott MTS |
| -------------------- | ----------------------------- | -------------------- |
| Nr.                  | Rytter                        | Placering            |
| 131                  | Simon Yates (GBR)             | 8.                   |
| 132                  | Jack Bauer (NZL)              | 95.                  |
| 133                  | Brent Bookwalter (USA)        | DNS-16               |
| 134                  | Esteban Chaves (COL)          | 40.                  |
| 135                  | Luke Durbridge (AUS)          | 78.                  |
| 136                  | Lucas Hamilton (AUS)          | 25.                  |
| 137                  | Christopher Juul-Jensen (DEN) | 70.                  |
| 138                  | Mikel Nieve (ESP)             | 17.                  |

| Nippo-Vini Fantini-Faizanè NIP | Nippo-Vini Fantini-Faizanè NIP | Nippo-Vini Fantini-Faizanè NIP |
| ------------------------------ | ------------------------------ | ------------------------------ |
| Nr.                            | Rytter                         | Placering                      |
| 141                            | Marco Canola (ITA)             | 107.                           |
| 142                            | Damiano Cima (ITA)             | 137.                           |
| 143                            | Nicola Bagioli (ITA)           | DNF-16                         |
| 144                            | Juan José Lobato (ESP)         | 134.                           |
| 145                            | Giovanni Lonardi (ITA)         | DNF-13                         |
| 146                            | Hiroki Nishimura (JPN)         | HD-1                           |
| 147                            | Sho Hatsuyama (JPN)            | 142.                           |
| 148                            | Ivan Santaromita (ITA)         | 102.                           |

| Dimension Data TDD | Dimension Data TDD            | Dimension Data TDD |
| ------------------ | ----------------------------- | ------------------ |
| Nr.                | Rytter                        | Placering          |
| 151                | Ben O'Connor (AUS)            | 32.                |
| 152                | Scott Davies (GBR)            | 118.               |
| 153                | Enrico Gasparotto (ITA)       | 69.                |
| 154                | Amanuel Ghebreigzabhier (ERI) | 45.                |
| 155                | Ryan Gibbons (RSA)            | 91.                |
| 156                | Giacomo Nizzolo (ITA)         | DNS-13             |
| 157                | Mark Renshaw (AUS)            | DNF-13             |
| 158                | Danilo Wyss (SUI)             | 83.                |

| Team Ineos INS | Team Ineos INS           | Team Ineos INS |
| -------------- | ------------------------ | -------------- |
| Nr.            | Rytter                   | Placering      |
| 161            | Pavel Sivakov (RUS)      | 9.             |
| 162            | Eddie Dunbar (IRL)       | 22.            |
| 163            | Tao Geoghegan Hart (GBR) | DNF-13         |
| 164            | Sebastián Henao (COL)    | 24.            |
| 165            | Christian Knees (GER)    | 96.            |
| 166            | Jhonatan Narváez (ECU)   | 80.            |
| 167            | Salvatore Puccio (ITA)   | 86.            |
| 168            | Iván Sosa (COL)          | 44.            |

| Team Jumbo-Visma TJV | Team Jumbo-Visma TJV  | Team Jumbo-Visma TJV |
| -------------------- | --------------------- | -------------------- |
| Nr.                  | Rytter                | Placering            |
| 171                  | Primož Roglič (SLO)   | 3.                   |
| 172                  | Koen Bouwman (NED)    | 41.                  |
| 173                  | Laurens De Plus (BEL) | DNF-7                |
| 174                  | Sepp Kuss (USA)       | 56.                  |
| 175                  | Tom Leezer (NED)      | 119.                 |
| 176                  | Paul Martens (GER)    | 75.                  |
| 177                  | Antwan Tolhoek (NED)  | 65.                  |
| 178                  | Jos van Emden (NED)   | 104.                 |

| Katusha-Alpecin TKA | Katusha-Alpecin TKA        | Katusha-Alpecin TKA |
| ------------------- | -------------------------- | ------------------- |
| Nr.                 | Rytter                     | Placering           |
| 181                 | Ilnur Sakarin (RUS)        | 10.                 |
| 182                 | Enrico Battaglin (ITA)     | 66.                 |
| 183                 | Jenthe Biermans (BEL)      | 117.                |
| 184                 | Marco Haller (AUT)         | 116.                |
| 185                 | Reto Hollenstein (SUI)     | 94.                 |
| 186                 | Vjatjeslav Kuznetsov (RUS) | DNF-17              |
| 187                 | Daniel Navarro (ESP)       | DNF-4               |
| 188                 | Dmitrij Strakhov (RUS)     | 121.                |

| Team Sunweb SUN | Team Sunweb SUN      | Team Sunweb SUN |
| --------------- | -------------------- | --------------- |
| Nr.             | Rytter               | Placering       |
| 191             | Tom Dumoulin (NED)   | DNF-5           |
| 192             | Jan Bakelants (BEL)  | 43.             |
| 193             | Chad Haga (USA)      | 105.            |
| 194             | Chris Hamilton (AUS) | 34.             |
| 195             | Jai Hindley (AUS)    | 35.             |
| 196             | Sam Oomen (NED)      | DNF-14          |
| 197             | Robert Power (AUS)   | DNF-6           |
| 198             | Louis Vervaeke (BEL) | DNF-13          |

| Trek-Segafredo TFS | Trek-Segafredo TFS       | Trek-Segafredo TFS |
| ------------------ | ------------------------ | ------------------ |
| Nr.                | Rytter                   | Placering          |
| 201                | Bauke Mollema (NED)      | 5.                 |
| 202                | Gianluca Brambilla (ITA) | 49.                |
| 203                | Giulio Ciccone (ITA)     | 16.                |
| 204                | William Clarke (AUS)     | 141.               |
| 205                | Nicola Conci (ITA)       | 63.                |
| 206                | Michael Gogl (AUT)       | 97.                |
| 207                | Markel Irízar (ESP)      | 136.               |
| 208                | Matteo Moschetti (ITA)   | DNS-11             |

| UAE Team Emirates UAD | UAE Team Emirates UAD  | UAE Team Emirates UAD |
| --------------------- | ---------------------- | --------------------- |
| Nr.                   | Rytter                 | Placering             |
| 211                   | Fernando Gaviria (COL) | DNF-7                 |
| 212                   | Tom Bohli (SUI)        | 139.                  |
| 213                   | Simone Consonni (ITA)  | 131.                  |
| 214                   | Valerio Conti (ITA)    | DNS-18                |
| 215                   | Marco Marcato (ITA)    | 99.                   |
| 216                   | Sebastián Molano (COL) | DNS-4                 |
| 217                   | Jan Polanc (SLO)       | 15.                   |
| 218                   | Diego Ulissi (ITA)     | 42.                   |

| Movistar Team MOV | Movistar Team MOV        | Movistar Team MOV |
| ----------------- | ------------------------ | ----------------- |
| Nr.               | Rytter                   | Placering         |
| 1                 | Mikel Landa (ESP)        | 4.                |
| 2                 | Andrey Amador (CRC)      | 39.               |
| 3                 | Richard Carapaz (ECU)    | 1.                |
| 4                 | Héctor Carretero (ESP)   | 88.               |
| 5                 | Lluís Mas (ESP)          | 126.              |
| 6                 | Antonio Pedrero (ESP)    | 46.               |
| 7                 | José Joaquín Rojas (ESP) | 50.               |
| 8                 | Jasha Sütterlin (GER)    | 120.              |

| AG2R La Mondiale ALM | AG2R La Mondiale ALM    | AG2R La Mondiale ALM |
| -------------------- | ----------------------- | -------------------- |
| Nr.                  | Rytter                  | Placering            |
| 11                   | Tony Gallopin (FRA)     | DNF-16               |
| 12                   | François Bidard (FRA)   | 30.                  |
| 13                   | Nico Denz (GER)         | 124.                 |
| 14                   | Hubert Dupont (FRA)     | 47.                  |
| 15                   | Ben Gastauer (LUX)      | 79.                  |
| 16                   | Nans Peters (FRA)       | 61.                  |
| 17                   | Larry Warbasse (USA)    | 52.                  |
| 18                   | Alexis Vuillermoz (FRA) | 29.                  |

| Androni Giocattoli-Sidermec ANS | Androni Giocattoli-Sidermec ANS | Androni Giocattoli-Sidermec ANS |
| ------------------------------- | ------------------------------- | ------------------------------- |
| Nr.                             | Rytter                          | Placering                       |
| 21                              | Francesco Gavazzi (ITA)         | 58.                             |
| 22                              | Manuel Belletti (ITA)           | 109.                            |
| 23                              | Mattia Cattaneo (ITA)           | 28.                             |
| 24                              | Miguel Flórez López (COL)       | 72.                             |
| 25                              | Marco Frapporti (ITA)           | 81.                             |
| 26                              | Fausto Masnada (ITA)            | 20.                             |
| 27                              | Matteo Montaguti (ITA)          | 53.                             |
| 28                              | Andrea Vendrame (ITA)           | 55.                             |

| Astana AST | Astana AST               | Astana AST |
| ---------- | ------------------------ | ---------- |
| Nr.        | Rytter                   | Placering  |
| 31         | Miguel Ángel López (COL) | 7.         |
| 32         | Pello Bilbao (ESP)       | 31.        |
| 33         | Manuele Boaro (ITA)      | 90.        |
| 34         | Dario Cataldo (ITA)      | 48.        |
| 35         | Jan Hirt (CZE)           | 27.        |
| 36         | Jon Izagirre (ESP)       | 36.        |
| 37         | Davide Villella (ITA)    | 60.        |
| 38         | Andrej Zejts (KAZ)       | 26.        |

| Bahrain-Merida TBM | Bahrain-Merida TBM       | Bahrain-Merida TBM |
| ------------------ | ------------------------ | ------------------ |
| Nr.                | Rytter                   | Placering          |
| 41                 | Vincenzo Nibali (ITA)    | 2.                 |
| 42                 | Valerio Agnoli (ITA)     | 93.                |
| 43                 | Grega Bole (SLO)         | 110.               |
| 44                 | Damiano Caruso (ITA)     | 23.                |
| 45                 | Andrea Garosio (ITA)     | 98.                |
| 46                 | Kristjan Koren (SLO)     | DNS-5              |
| 47                 | Antonio Nibali (ITA)     | 76.                |
| 48                 | Domenico Pozzovivo (ITA) | 19.                |

| Bardiani CSF BRD | Bardiani CSF BRD       | Bardiani CSF BRD |
| ---------------- | ---------------------- | ---------------- |
| Nr.              | Rytter                 | Placering        |
| 51               | Enrico Barbin (ITA)    | DNF-14           |
| 52               | Giovanni Carboni (ITA) | 57.              |
| 53               | Luca Covili (ITA)      | 84.              |
| 54               | Mirco Maestri (ITA)    | 103.             |
| 55               | Umberto Orsini (ITA)   | DNS-9            |
| 56               | Lorenzo Rota (ITA)     | 85.              |
| 57               | Manuel Senni (ITA)     | 59.              |
| 58               | Paolo Simion (ITA)     | 140.             |

| Bora-Hansgrohe BOH | Bora-Hansgrohe BOH                | Bora-Hansgrohe BOH |
| ------------------ | --------------------------------- | ------------------ |
| Nr.                | Rytter                            | Placering          |
| 61                 | Rafał Majka (POL)                 | 6.                 |
| 62                 | Pascal Ackermann (GER) (landevej) | 122.               |
| 63                 | Cesare Benedetti (ITA)            | 74.                |
| 64                 | Davide Formolo (ITA)              | 14.                |
| 65                 | Jay McCarthy (AUS)                | 62.                |
| 66                 | Paweł Poljański (POL)             | 89.                |
| 67                 | Michael Schwarzmann (GER)         | 114.               |
| 68                 | Rüdiger Selig (GER)               | 127.               |

| CCC Team CCC | CCC Team CCC             | CCC Team CCC |
| ------------ | ------------------------ | ------------ |
| Nr.          | Rytter                   | Placering    |
| 71           | Amaro Antunes (POR)      | 54.          |
| 72           | Josef Černý (CZE)        | 115.         |
| 73           | Víctor de la Parte (ESP) | 21.          |
| 74           | Kamil Gradek (POL)       | 129.         |
| 75           | Jakub Mareczko (ITA)     | HD-12        |
| 76           | Łukasz Owsian (POL)      | 73.          |
| 77           | Laurens ten Dam (NED)    | DNF-6        |
| 78           | Francisco Ventoso (ESP)  | 87.          |

| Deceuninck-Quick Step DQT | Deceuninck-Quick Step DQT     | Deceuninck-Quick Step DQT |
| ------------------------- | ----------------------------- | ------------------------- |
| Nr.                       | Rytter                        | Placering                 |
| 81                        | Elia Viviani (ITA) (landevej) | DNS-12                    |
| 82                        | Eros Capecchi (ITA)           | 37.                       |
| 83                        | Mikkel Honoré (DEN)           | 101.                      |
| 84                        | Bob Jungels (LUX) (landevej)  | 33.                       |
| 85                        | James Knox (GBR)              | DNS-13                    |
| 86                        | Fabio Sabatini (ITA)          | 92.                       |
| 87                        | Florian Sénéchal (FRA)        | DNF-20                    |
| 88                        | Pieter Serry (BEL)            | 38.                       |

| EF Education First EF1 | EF Education First EF1 | EF Education First EF1 |
| ---------------------- | ---------------------- | ---------------------- |
| Nr.                    | Rytter                 | Placering              |
| 91                     | Sacha Modolo (ITA)     | DNF-7                  |
| 92                     | Sean Bennett (USA)     | 106.                   |
| 93                     | Matti Breschel (DEN)   | DNF-4                  |
| 94                     | Nathan Brown (USA)     | 67.                    |
| 95                     | Jonathan Caicedo (ECU) | 108.                   |
| 96                     | Hugh Carthy (GBR)      | 11.                    |
| 97                     | Joe Dombrowski (USA)   | 12.                    |
| 98                     | Tanel Kangert (EST)    | 18.                    |

| Groupama-FDJ GFC | Groupama-FDJ GFC          | Groupama-FDJ GFC |
| ---------------- | ------------------------- | ---------------- |
| Nr.              | Rytter                    | Placering        |
| 101              | Arnaud Démare (FRA)       | 123.             |
| 102              | Jacopo Guarnieri (ITA)    | 132.             |
| 103              | Ignatas Konovalovas (LTU) | DNF-13           |
| 104              | Olivier Le Gac (FRA)      | 112.             |
| 105              | Tobias Ludvigsson (SWE)   | 82.              |
| 106              | Valentin Madouas (FRA)    | 13.              |
| 107              | Miles Scotson (AUS)       | 138.             |
| 109              | Ramon Sinkeldam (NED)     | 133.             |

| Israel Cycling Academy ICA | Israel Cycling Academy ICA | Israel Cycling Academy ICA |
| -------------------------- | -------------------------- | -------------------------- |
| Nr.                        | Rytter                     | Placering                  |
| 111                        | Davide Cimolai (ITA)       | 130.                       |
| 112                        | Awet Ghebremedhn (ERI)     | 128.                       |
| 113                        | Guillaume Boivin (CAN)     | 125.                       |
| 114                        | Conor Dunne (IRL)          | 135.                       |
| 115                        | Krists Neilands (LAT)      | 100.                       |
| 116                        | Rubén Plaza (ESP)          | 71.                        |
| 117                        | Guy Niv (ISR)              | 113.                       |
| 118                        | Kristian Sbaragli (ITA)    | 77.                        |

| Lotto-Soudal LTS | Lotto-Soudal LTS         | Lotto-Soudal LTS |
| ---------------- | ------------------------ | ---------------- |
| Nr.              | Rytter                   | Placering        |
| 121              | Caleb Ewan (AUS)         | DNS-12           |
| 122              | Victor Campenaerts (BEL) | 111.             |
| 123              | Jasper De Buyst (BEL)    | DNF-15           |
| 124              | Thomas De Gendt (BEL)    | 51.              |
| 125              | Adam Hansen (AUS)        | 68.              |
| 126              | Roger Kluge (GER)        | DNS-13           |
| 127              | Jelle Vanendert (BEL)    | DNF-5            |
| 128              | Tosh Van der Sande (BEL) | 64.              |

| Mitchelton-Scott MTS | Mitchelton-Scott MTS          | Mitchelton-Scott MTS |
| -------------------- | ----------------------------- | -------------------- |
| Nr.                  | Rytter                        | Placering            |
| 131                  | Simon Yates (GBR)             | 8.                   |
| 132                  | Jack Bauer (NZL)              | 95.                  |
| 133                  | Brent Bookwalter (USA)        | DNS-16               |
| 134                  | Esteban Chaves (COL)          | 40.                  |
| 135                  | Luke Durbridge (AUS)          | 78.                  |
| 136                  | Lucas Hamilton (AUS)          | 25.                  |
| 137                  | Christopher Juul-Jensen (DEN) | 70.                  |
| 138                  | Mikel Nieve (ESP)             | 17.                  |

| Nippo-Vini Fantini-Faizanè NIP | Nippo-Vini Fantini-Faizanè NIP | Nippo-Vini Fantini-Faizanè NIP |
| ------------------------------ | ------------------------------ | ------------------------------ |
| Nr.                            | Rytter                         | Placering                      |
| 141                            | Marco Canola (ITA)             | 107.                           |
| 142                            | Damiano Cima (ITA)             | 137.                           |
| 143                            | Nicola Bagioli (ITA)           | DNF-16                         |
| 144                            | Juan José Lobato (ESP)         | 134.                           |
| 145                            | Giovanni Lonardi (ITA)         | DNF-13                         |
| 146                            | Hiroki Nishimura (JPN)         | HD-1                           |
| 147                            | Sho Hatsuyama (JPN)            | 142.                           |
| 148                            | Ivan Santaromita (ITA)         | 102.                           |

| Dimension Data TDD | Dimension Data TDD            | Dimension Data TDD |
| ------------------ | ----------------------------- | ------------------ |
| Nr.                | Rytter                        | Placering          |
| 151                | Ben O'Connor (AUS)            | 32.                |
| 152                | Scott Davies (GBR)            | 118.               |
| 153                | Enrico Gasparotto (ITA)       | 69.                |
| 154                | Amanuel Ghebreigzabhier (ERI) | 45.                |
| 155                | Ryan Gibbons (RSA)            | 91.                |
| 156                | Giacomo Nizzolo (ITA)         | DNS-13             |
| 157                | Mark Renshaw (AUS)            | DNF-13             |
| 158                | Danilo Wyss (SUI)             | 83.                |

| Team Ineos INS | Team Ineos INS           | Team Ineos INS |
| -------------- | ------------------------ | -------------- |
| Nr.            | Rytter                   | Placering      |
| 161            | Pavel Sivakov (RUS)      | 9.             |
| 162            | Eddie Dunbar (IRL)       | 22.            |
| 163            | Tao Geoghegan Hart (GBR) | DNF-13         |
| 164            | Sebastián Henao (COL)    | 24.            |
| 165            | Christian Knees (GER)    | 96.            |
| 166            | Jhonatan Narváez (ECU)   | 80.            |
| 167            | Salvatore Puccio (ITA)   | 86.            |
| 168            | Iván Sosa (COL)          | 44.            |

| Team Jumbo-Visma TJV | Team Jumbo-Visma TJV  | Team Jumbo-Visma TJV |
| -------------------- | --------------------- | -------------------- |
| Nr.                  | Rytter                | Placering            |
| 171                  | Primož Roglič (SLO)   | 3.                   |
| 172                  | Koen Bouwman (NED)    | 41.                  |
| 173                  | Laurens De Plus (BEL) | DNF-7                |
| 174                  | Sepp Kuss (USA)       | 56.                  |
| 175                  | Tom Leezer (NED)      | 119.                 |
| 176                  | Paul Martens (GER)    | 75.                  |
| 177                  | Antwan Tolhoek (NED)  | 65.                  |
| 178                  | Jos van Emden (NED)   | 104.                 |

| Katusha-Alpecin TKA | Katusha-Alpecin TKA        | Katusha-Alpecin TKA |
| ------------------- | -------------------------- | ------------------- |
| Nr.                 | Rytter                     | Placering           |
| 181                 | Ilnur Sakarin (RUS)        | 10.                 |
| 182                 | Enrico Battaglin (ITA)     | 66.                 |
| 183                 | Jenthe Biermans (BEL)      | 117.                |
| 184                 | Marco Haller (AUT)         | 116.                |
| 185                 | Reto Hollenstein (SUI)     | 94.                 |
| 186                 | Vjatjeslav Kuznetsov (RUS) | DNF-17              |
| 187                 | Daniel Navarro (ESP)       | DNF-4               |
| 188                 | Dmitrij Strakhov (RUS)     | 121.                |

| Team Sunweb SUN | Team Sunweb SUN      | Team Sunweb SUN |
| --------------- | -------------------- | --------------- |
| Nr.             | Rytter               | Placering       |
| 191             | Tom Dumoulin (NED)   | DNF-5           |
| 192             | Jan Bakelants (BEL)  | 43.             |
| 193             | Chad Haga (USA)      | 105.            |
| 194             | Chris Hamilton (AUS) | 34.             |
| 195             | Jai Hindley (AUS)    | 35.             |
| 196             | Sam Oomen (NED)      | DNF-14          |
| 197             | Robert Power (AUS)   | DNF-6           |
| 198             | Louis Vervaeke (BEL) | DNF-13          |

| Trek-Segafredo TFS | Trek-Segafredo TFS       | Trek-Segafredo TFS |
| ------------------ | ------------------------ | ------------------ |
| Nr.                | Rytter                   | Placering          |
| 201                | Bauke Mollema (NED)      | 5.                 |
| 202                | Gianluca Brambilla (ITA) | 49.                |
| 203                | Giulio Ciccone (ITA)     | 16.                |
| 204                | William Clarke (AUS)     | 141.               |
| 205                | Nicola Conci (ITA)       | 63.                |
| 206                | Michael Gogl (AUT)       | 97.                |
| 207                | Markel Irízar (ESP)      | 136.               |
| 208                | Matteo Moschetti (ITA)   | DNS-11             |

| UAE Team Emirates UAD | UAE Team Emirates UAD  | UAE Team Emirates UAD |
| --------------------- | ---------------------- | --------------------- |
| Nr.                   | Rytter                 | Placering             |
| 211                   | Fernando Gaviria (COL) | DNF-7                 |
| 212                   | Tom Bohli (SUI)        | 139.                  |
| 213                   | Simone Consonni (ITA)  | 131.                  |
| 214                   | Valerio Conti (ITA)    | DNS-18                |
| 215                   | Marco Marcato (ITA)    | 99.                   |
| 216                   | Sebastián Molano (COL) | DNS-4                 |
| 217                   | Jan Polanc (SLO)       | 15.                   |
| 218                   | Diego Ulissi (ITA)     | 42.                   |